# Academia Internacional contra la Corrupción
La Academia Internacional contra la Corrupción (IACA, del inglés International Anti-Corruption Academy) es una organización internacional situada en Laxenburg cerca de Viena, Austria. La Academia pretendo contribuir con la lucha contra la corrupción, subsanando las deficiencias que presentan los conocimientos y las prácticas anticorrupción. De esta manera, la organización busca formar una nueva generación de expertos en este campo por medio de una propuesta de enseñanza cuidadosamente diseñada para capacitar a profesionales de todos los sectores de la sociedad. La IACA está compuesta por 75 Estados miembros de las Naciones Unidas y 4 organizaciones internacionales.

## La Historia
La Academia nació de una iniciativa conjunta de la Oficina de Naciones Unidas contra la Droga y el Delito (UNODC), Oficina Europea de Lucha contra el Fraude (OLAF) y la República de Austria. El acuerdo entre las partes, formalizado a través de un tratado multilateral, ordenó la constitución de la Academia Internacional contra la Corrupción. La IACA fue inaugurada en el Hofburg de Viena, Austria, el 2 y 3 de septiembre de 2010 en la conferencia “De visión a realidad”. Dicho evento contó con la presencia de cerca de 1 000 representantes de más de 120 países y otras organizaciones internacionales. La conferencia fue presidida por Ban Ki-moon, Secretario General de las Naciones Unidas, y en ella se firmó el acuerdo que dio origen a la IACA, suscrito inicialmente por 35 Estados miembros de las Naciones Unidas y una organización internacional. A finales del año 2010, la IACA contaba con 55 miembros. Desde el 8 de marzo de 2011, la IACA se consolidó como una organización internacional autónoma. En la actualidad la Academia cuenta con 61 miembros y tiene facultades de observador en el Consejo Económico y Social de las Naciones Unidas (ECOSOC) y en el Grupo de Estados Europeos contra la Corrupción (GRECO).

## Formación y Cooperación

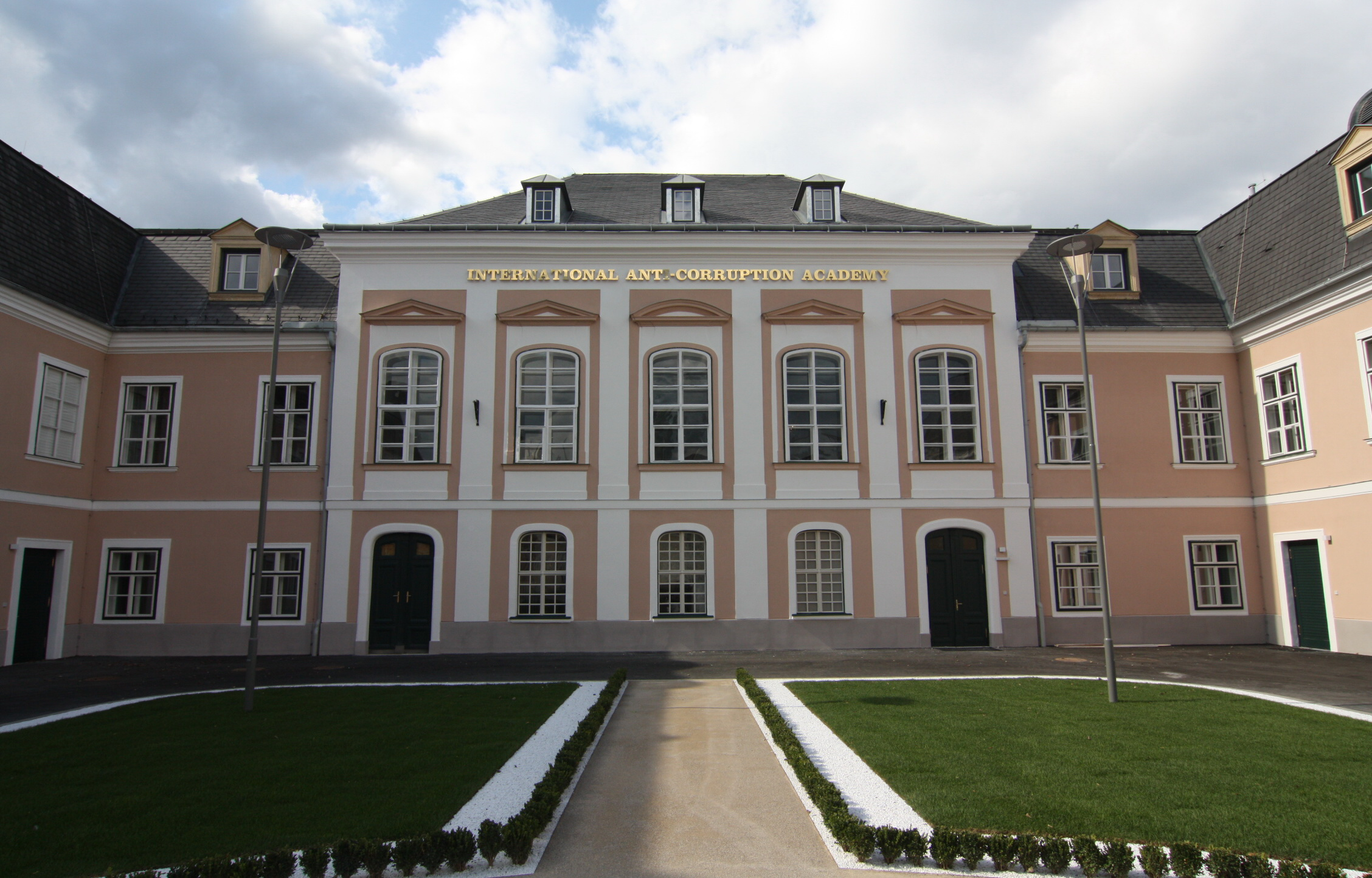
El campus de la IACA en Laxenburg

La Academia ofrece diversos seminarios y cursos de capacitación en materia de lucha contra la corrupción y un programa de máster. Ofrece también cursos de capacitación hechos a la medida de las necesidades específicas de los interesados y organiza programas con otros institutos, incluido el Programa de las Naciones Unidas para el Desarrollo y la Organización para la Alimentación y la Agricultura. Adicionalmente, la IACA ofrece oportunidades de investigación y una plataforma para el intercambio de experiencias y para la creación de redes de conocimiento. Por otra parte, la Academia coopera estrechamente con entidades gubernamentales y no gubernamentales, así como con el sector privado. Ha celebrado acuerdos institucionales con diversas organizaciones, como por ejemplo la Organización para la Seguridad y la Cooperación en Europa (OSCE), el Banco Mundial y la Organización de los Estados Americanos (OEA).

## Gobierno
L´Academia es dirigida a través de una Comisión Provisional que representa a todos los miembros de la organización. Dicha Comisión Provisional apoya las actividades de la Academia, toma las medidas necesarias para garantizar la aplicación efectiva del mandato de origen y actualmente prepara la primera Asamblea de las Partes en el 2012. Un equipo de transición se ocupa del trabajo administrativo diario, del desarrollo de programas, de la preparación de eventos y de los asuntos jurídicos. 